# مونس تکین‌آلپ
مُعِز کوهن (زاده ۱۸۸۳ سرس، امپراتوری عثمانی – درگذشته۱۹۶۱ نیس، فرانسه) از یهودیان مسلمان‌شده و نظریه‌پردازان پان‌ترکیسم و بنیادگذاران ملی‌گرایی افراطی ترکی بود. وی که نام خود را به مونس تکین‌آلپ تغییر داد خواستار استحاله کامل همه اقلیت‌ها در قومیت ترک بود. وی این عقیده را در نوشتاری به نام ترک‌سازی (Türkleştirme) در سال ۱۹۲۸ منتشر کرد.

## زندگی‌نامه
مونس تکین‌آلپ تحصیل را در مدرسه اتحادیه جهانی اسرائیل در سالونیک آغاز کرد و آموزش خاخامی دید. او دبیرکل اتاق بازرگانی استانبول شد و در روزنامه‌های جمهوری، وطن، آقشام، حریت، و سون پُستا مقاله می‌نوشت. مونس تکین‌آلپ بعدها اصول کمالیسم را در کتابی که در سال ۱۹۳۶ منتشر کرد تبیین کرد.